# Parasyntormon longicorne
Parasyntormon longicorne är en tvåvingeart som beskrevs av Van Duzee 1933. Parasyntormon longicorne ingår i släktet Parasyntormon och familjen styltflugor.
Artens utbredningsområde är Oregon. Inga underarter finns listade i Catalogue of Life.